# Segundo Serrano Poncela
Segundo Serrano Poncela (* 1912 in Madrid; † 9. Dezember 1976 in Caracas) war ein spanischer Politiker und Autor. Außerdem war er Professor an den Universitäten Puerto Ricos und „Simón Bolívar“ Caracas.

## Wirken als Politiker
Serrano Poncela war Mitglied der Juventudes Socialistas de España sowie der Kommunistischen Partei Spaniens. Einen Großteil seines Lebens verbrachte Serrano Poncela im Exil, da er während des spanischen Bürgerkriegs auf der Seite der Republik gegen die Faschisten unter Francisco Franco kämpfte und in dessen Diktatur Verfolgung zu erwarten hatte, so dass er 1939 Spanien verließ. Während des Krieges engagierte er sich hauptsächlich bei der Verteidigung Madrids und gehörte der Junta de Defensa de Madrid als Delegierter für die öffentliche Ordnung an.

## Werke
- El partido socialista y la conquista del poder, Barcelona : L'Hora, 1935.
- Nuestros métodos de propaganda, Valencia : Alianza Nacional de Juventud, ~1937.
- La Conferencia Nacional de Juventudes, Valencia : Guerri, 1937.
- Cinco poemas de Alberto de Paz y Mateos y unas notas críticas sobre el poeta, Santiago, 1943.
- El pensamiento de Unamuno, México : Fondo de Cultura Económica, 1953.
- Antonio Machado, Buenos Aires : Losada, 1954.
- Seis relatos y uno más, México, 1954.
- La venda, Buenos Aires : Edit. Sudamericana, 1956.
- La raya oscura, Buenos Aires : Edit. Sudamericana, 1959.
- El secreto de Melibea y otros ensayos, Madrid : Taurus, 1959.
- Del Romancero a Machado, Caracas : Universidad Central de Venezuela, 1962.
- Forma de vida hispánica, Madrid : Gredos, 1963.
- Habitación para hombre solo, Barcelona : Seix Barral, 1963.
- Introducción a la literatura española, Caracas : Universidad Central de Venezuela, 1963.
- Literatura y subliteratura, Caracas : Universidad Central de Venezuela, 1966.
- Introducción a la crítica literaria, Caracas : Ministerio de Educación, 1967.
- Estudios sobre Dostoievski, Caracas : Universidad Central de Venezuela, 1968.
- Los huéspedes, Caracas : Monte Ávila, 1968.
- La metáfora, Caracas : Universidad Central de Venezuela, 1968.
- El hombre de la cruz verde, Andorra la Vella : Edit. Andorra, 1970.
- Un olor a crisantemo, Barcelona : Seix Barral, 1972.
- La viña de Nabot, Madrid : Albia, 1979.

### Deutschsprachige Übersetzungen
- Der Mann mit dem grünen Kreuz, Berlin; Weimar : Aufbau-Verlag, 1984.